# Frequency Locked Loop
Frequency Locked Loop (FLL; engl. „frequenzverriegelte Schleife“) ist ein Verfahren zur Stabilisierung der Ausgangsfrequenz bei Oszillatoren.

## Funktionsprinzip
Entwickelt wurde die Frequency Locked Loop 1973 vom niederländischen Funkamateur Klaas Spaargaren (Amateurfunkrufzeichen PA0KSB). Die Frequenz eines Voltage Controlled Oscillators wird durch eine Anordnung von Logikgattern mit der eines Referenz-Oszillators verglichen. Weichen beide voneinander ab, entsteht ein „Zählfehler“, der durch ein Gatter zu einer Rechteckspannung variabler Breite geformt und dann integriert wird. Die entstandene Spannung zieht den VCO auf seine Sollfrequenz, die so bis auf wenige Hz konstant bleibt. Die Schaltung wird auch „Huff and Puff Oscillator“ genannt.
Das Grundprinzip ähnelt dabei einem Frequenzzähler. Wie bei einfachen Frequenzzählern gibt der Referenzoszillator dabei eine Torzeit vor, während der die Schwingungen des VCO gezählt werden. Im Unterschied zum Frequenzzähler wird allerdings nicht der gesamte Zählerstand nach Ablauf der Torzeit betrachtet. Stattdessen wird der Divisionsrest des Zählerstands nach (impliziter) Division durch das gewünschte Frequenzraster betrachtet. Also, wie weit die VCO-Frequenz vom nächsten Vielfachen der Rasterfrequenz entfernt ist. Je größer dieser Zählfehler ist, desto stärker wird der VCO angesteuert, um ihn in Richtung der Sollfrequenz (einem Vielfachen der Rasterfrequenz) zu verstellen.
Die Division des Zählerstandes wird dabei nicht explizit ausgeführt, sondern die Torzeit als ein Vielfaches der gewünschten Rasterfrequenz gewählt. Dadurch genügt es zu betrachten, ob die niederwertigen Stellen des Zählers von Null verschieden sind.

## Anwendung
Der Vorteil ist, dass bei platzsparendem Aufbau viele ältere Transceiver nachträglich mit einer digitalen Frequenzstabilisierung nachgerüstet werden können. Nachteilig ist, dass Regelschwingungen je nach Aufbau möglich sind. Beim TTL-Konzept muss vor einer Frequenzänderung die Regelung manuell abgeschaltet werden; mittlerweile werden statt TTL-ICs meist Mikroprozessoren verwendet.
Diverse Mikrocontroller besitzen für eigene Zwecke ebenfalls interne FLLs. Diese werden vom Mikrocontroller zum Beispiel dazu verwendet, einen internen schnellen, aber ungenauen RC-Taktgenerator durch einen externen, billigen, genauen, aber langsamen 32-kHz-Uhrenquarz zu stabilisieren. Der RC-Taktgenerator erzeugt dann einen Takt, der ausreichend genau ist um zum Beispiel die Zeitbedingungen für diverse Kommunikationsprotokolle einzuhalten, für die ein freilaufender RC-Taktgenerator zu ungenau wäre.
Aufgrund der Ähnlichkeit mit einem Frequenzzähler ist es sehr einfach, einen kombinierten Frequenzzähler/FLL-VCO zu bauen, der nicht nur den VCO regelt, sondern auch die aktuelle Frequenz anzeigt.

## Quelle
- Eamon Skelton: Frequency display and VFO Stabiliser. In: Elektor 2/1998, S. 28ff